# Anastasius III
Anastasius III, född i Rom, död där i augusti 913, var påve från juni 911 till augusti 913.

## Biografi
Anastasius var romare och son till en adelsman vid namn Lucianus; somliga källor gör i stället gällande att han var företrädaren Sergius III:s son. I början av 900-talet upphöjdes han av påve Sergius III till kardinaldiakon.
Anastasius valdes någon gång i september 911 till den 123:e att bekläda den Heliga stolen, vilket godkändes av Teodora. Hans pontifikat kännetecknades av moderation, som bortsett från en handling är fullständigt förlorat i historiens töcken. Han indelade Tyskland i församlingar. Normanderna, under Rollo, döpte sig under Anastasius pontifikat.
Han anses ha varit en duglig påve som dock stod under inflytande av de beryktade Marozia och Teodora.
Anastasius är begravd i Peterskyrkan.